# Горы Пятигорья

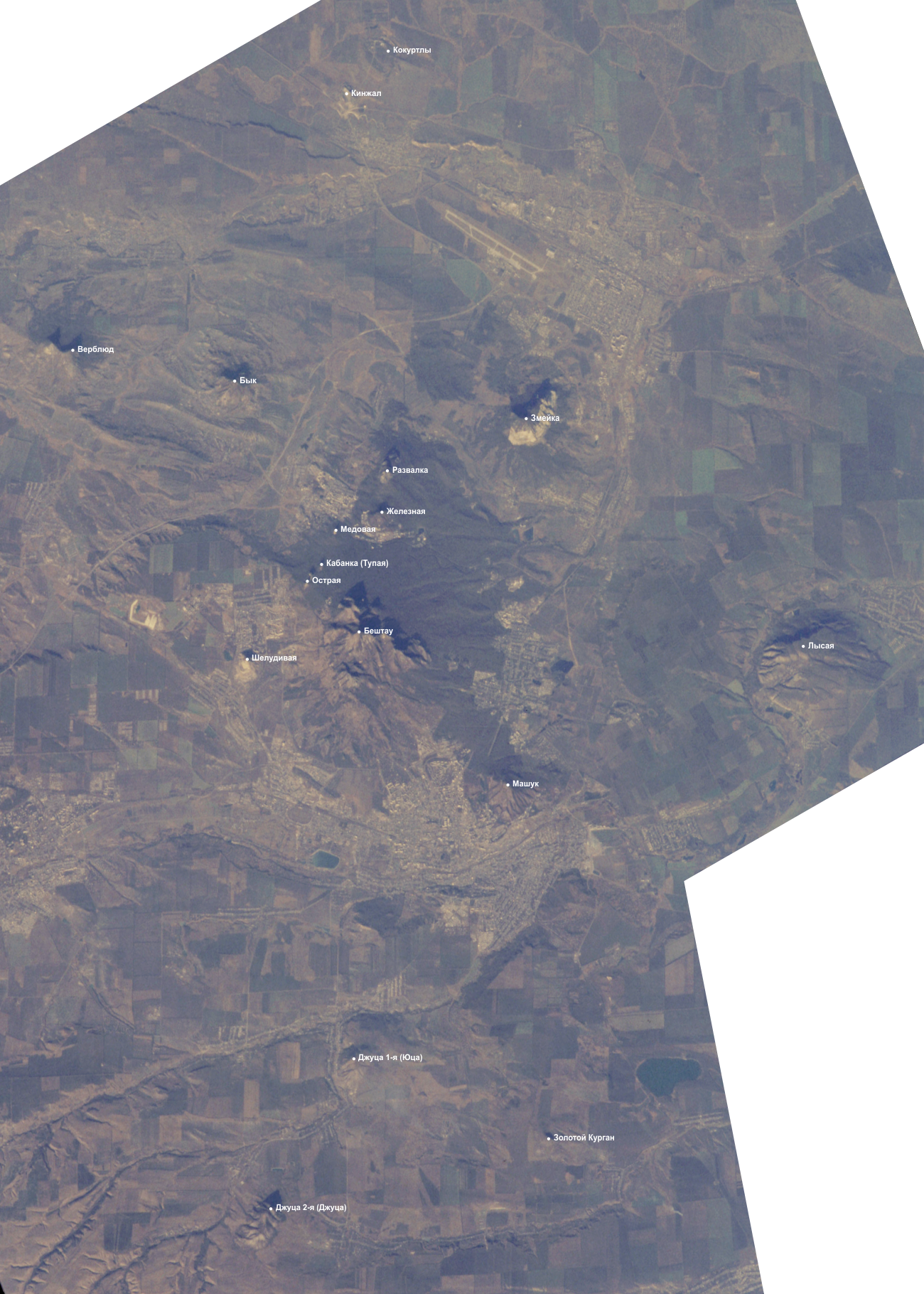
Горы Пятигорья

Горы Пятигорья — группа обособленных друг от друга останцовых магматических гор — лакколитов, расположенных на Минераловодской наклонной равнине, в северной части района Кавказских Минеральных Вод. Образуют местность Пятигорье.
В Пятигорье насчитывается 17 «островных» гор. Памятники природы.

## Наименования

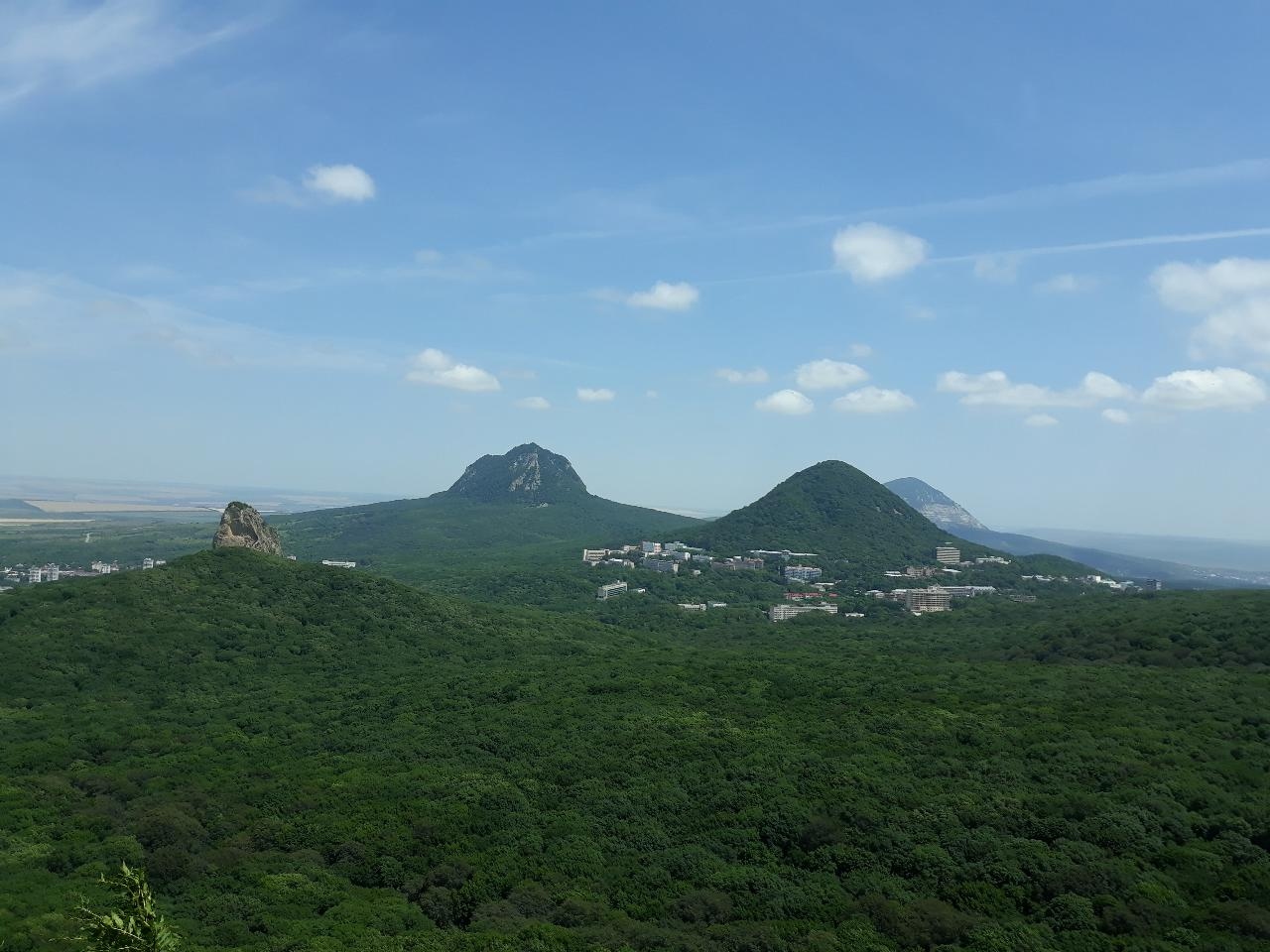
Вид с горы Тупой: Медовая, Развалка, Железная, Змейка

«…По летописцам российским является, что оныя кабардинцы» селились сперва по Терку и «назывались черкасы, или по их языку черкесы, и потом от Терку отошед дня с два езды, поселились по Куме реке в урочище Пятигорском, где пять гор великих; и та земля была тогда российская, и были они все христианского греческого закону [Византийского — Константинопольский Патриархат]. И при державе царя Ивана IV Васильевича пришли они в вечное подданство России [с 1557 г.]; и несколько лет у оных Пяти гор жили и потому назывались Пятигорские Черкесы» (XVIII век — указ (отчёт) Коллегии иностранных дел, 1732 год).
Тех, кто впервые приезжает на КМВ, поражает необычность и разнообразие форм рельефа. Как-то неожиданно на равнине возникают причудливые громады «островных гор».
В тот самый год, осенним днём,
Между Железной и Змеиной,
Где чуть приметный путь лежал,
Цветущей, узкою долиной
Тихонько всадник проезжал.
Кругом, налево и направо,
Как бы остатки пирамид,
Подъемлясь к небу величаво,
Гора из–за горы глядит;
И дале царь их пятиглавый,
Туманный, сизо–голубой,
Пугает чудной вышиной.Михаил Лермонтов
Так описал Пятигорье поэт М. Ю. Лермонтов. Главенствующая гора Бештау, названная поэтом пятиглавой, имеет действительно пять вершин, отсюда и её название (от тюрк. беш — 5, и тау — гора). К юго-востоку от неё в виде лохматой шапки поднимается Машук, а к северу — гора Железная, отличающаяся правильной конической формой. Вокруг есть ещё несколько гор. У них любопытные названия. Большинство из них имеют причудливые очертания, что отражено в их названиях (Верблюд, Бык, Змейка). Верблюд иначе никак не назовёшь: своими двумя горбами она напоминает верблюда. Гора Развалка, если смотреть с дороги от Минеральных Вод, похожа на спящего Льва. Раньше она так и называлась — Спящий Лев. Острая, Тупая (Кабанка), Бык, Лысая, Шелудивая внешним видом также оправдывают свои названия. Некоторые имеют живописные скальные выступы (Бештау, Шелудивая) или увенчаны скальными вершинами (Медовая, Острая). Гора Кинжал имела раньше острый вершинный гребень и поднималась до 507 м, но при разработке камня (а также при строительстве взлётно-посадочной полосы аэропорта) верхняя часть горы была срезана. Кроме того, здесь располагаются Кум-гора, Джуца 1-я, Джуца 2-я, Золотой курган. А всего в этом районе около двух десятков непохожих друг на друга гор.
Все горы являются краевыми комплексными (ландшафтными) памятниками природы Ставропольского края.

## Останцовые магматические горы Пятигорья
Расположение гор:с

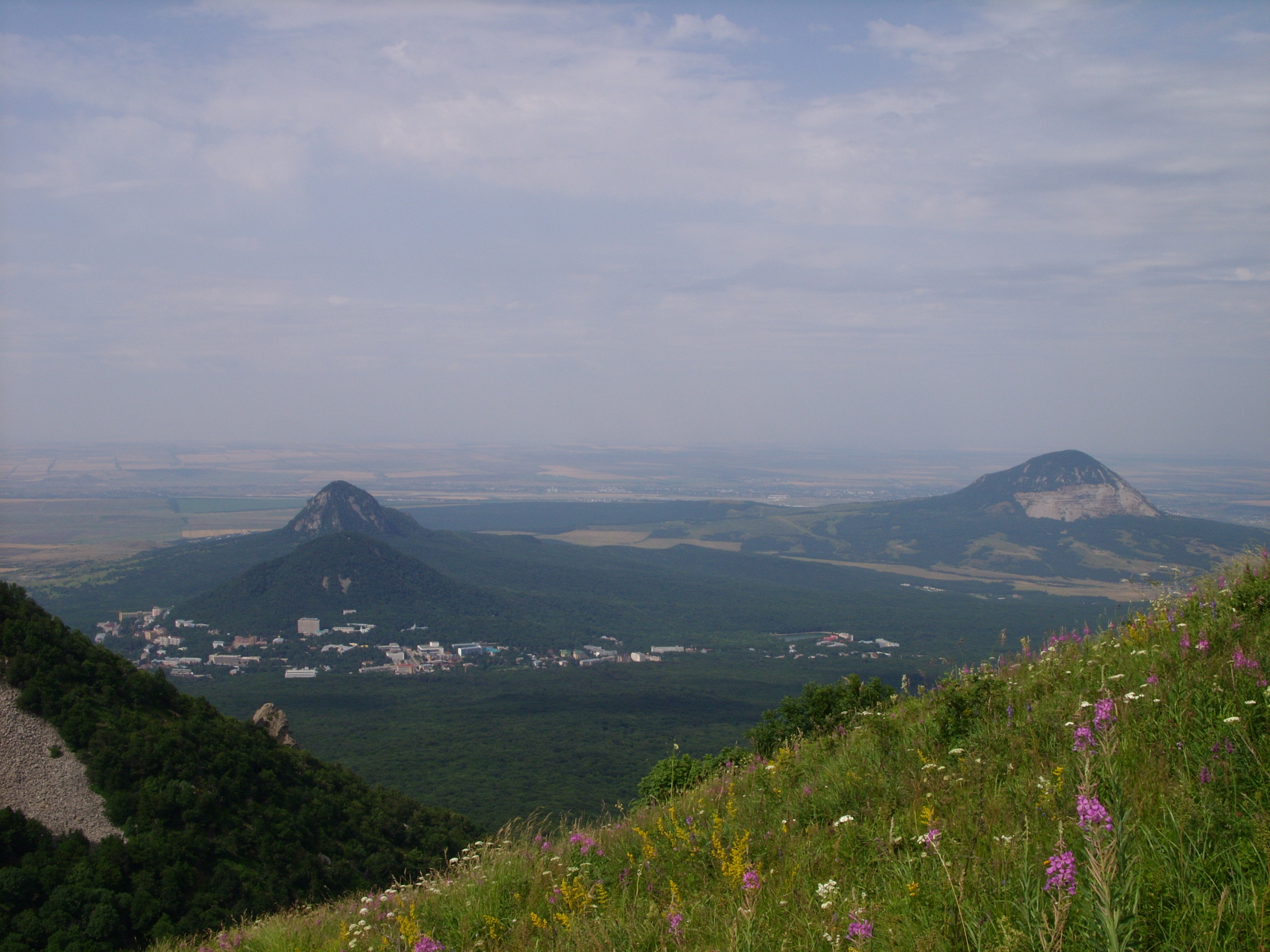
Вид с горы Бештау. В кадре четыре горы (Бештау, Железная, Развалка, Змейка)

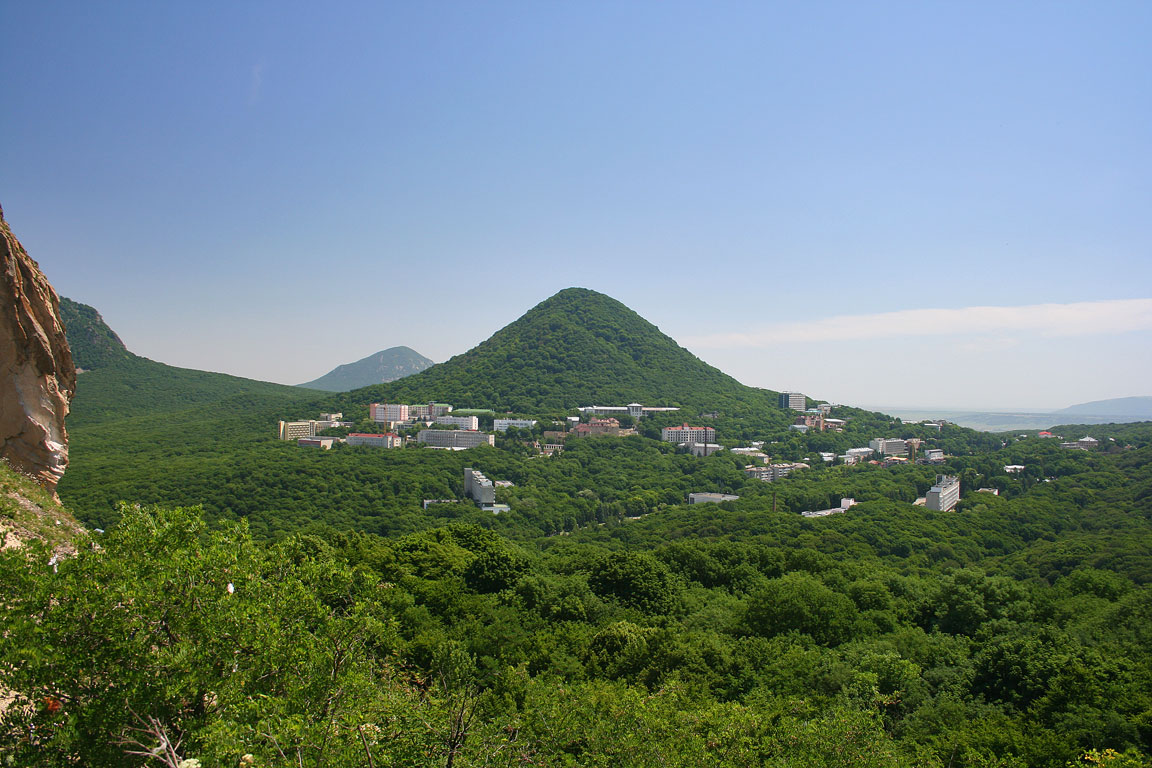
Вид с горы Медовой. В центре — Железная, за ней — Змейка, виден также край Развалки

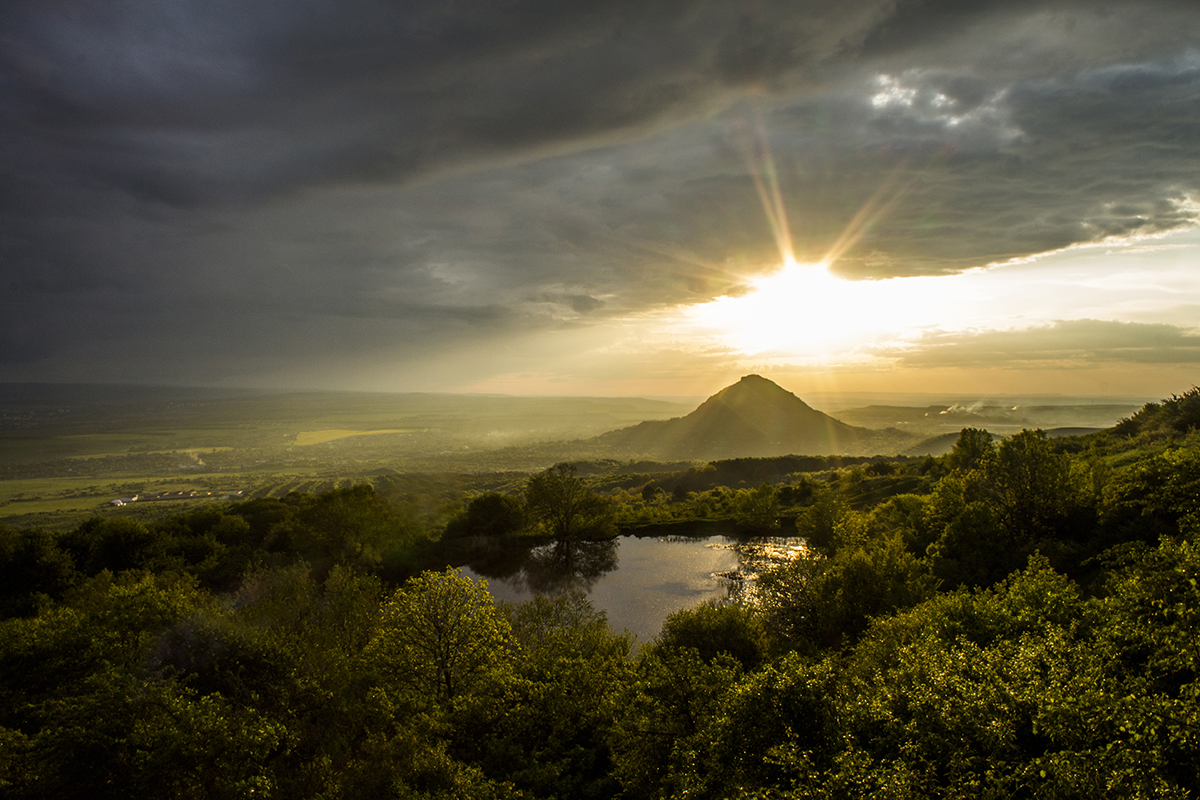
Гора Шелудивая, вид с поляны возле Монастырскорго озера

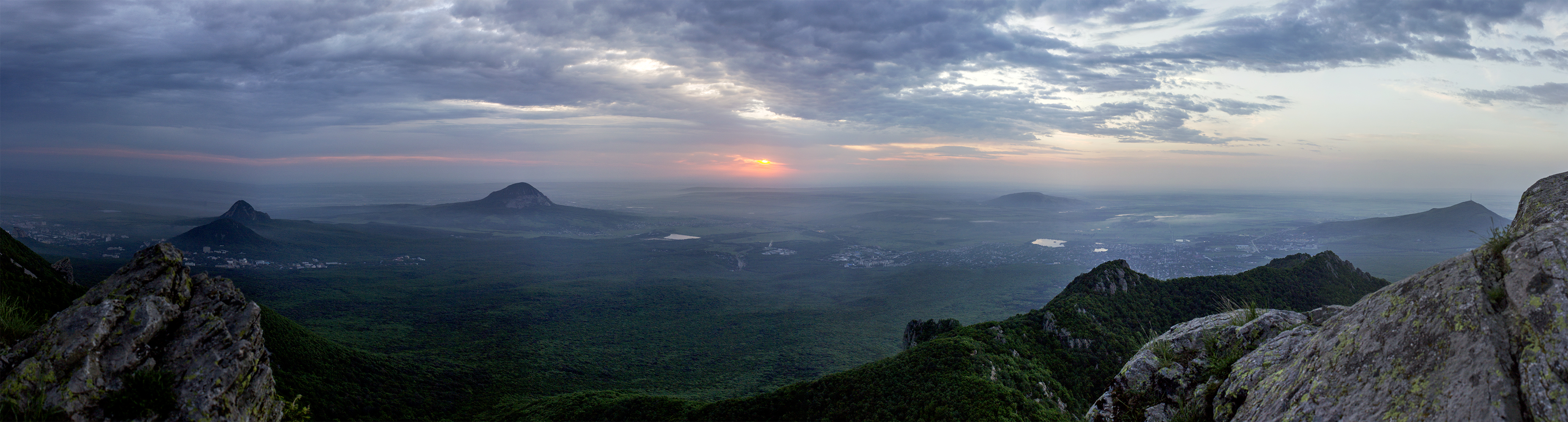
Вид с горы Бештау (слева направо): горы Развалка, Железная, Змейка, Лысая, Машук

- в центре: Бештау (фото), Машук (c 4 спутниками-горками), Железная, Развалка, Змейка. Всего 5, обособленная пятёрка.
- горы-спутники Бештау: Шелудивая, Острая, Кабанка (Тупая), Медовая. Всего — 5 (с 5-главой Бештау).
- к северо-западу: Бык, Верблюд.
- к северу: Кинжал, Кокуртлы.
- к востоку: Лысая.
- к югу: Джуца 1-я, Золотой Курган, Джуца 2-я.

| Название          | Высота, м | Координаты                      |
| ----------------- | --------- | ------------------------------- |
| Кокуртлы          | 406       | 44°17′01″ с. ш. 43°02′11″ в. д. |
| Кинжал            | 506       | 44°16′15″ с. ш. 43°00′59″ в. д. |
| Медовая           | 725       | 44°08′06″ с. ш. 43°00′32″ в. д. |
| Лысая             | 739       | 44°05′53″ с. ш. 43°12′46″ в. д. |
| Кабанка (Тупая)   | 767       | 44°07′29″ с. ш. 43°00′12″ в. д. |
| Бык               | 817       | 44°11′04″ с. ш. 42°57′40″ в. д. |
| Железная          | 853       | 44°08′21″ с. ш. 43°01′49″ в. д. |
| Острая            | 872       | 44°07′07″ с. ш. 42°59′51″ в. д. |
| Шелудивая         | 874       | 44°05′41″ с. ш. 42°58′14″ в. д. |
| Золотой Курган    | 884       | 43°56′33″ с. ш. 43°06′29″ в. д. |
| Верблюд           | 885       | 44°11′53″ с. ш. 42°53′15″ в. д. |
| Развалка          | 926       | 44°09′13″ с. ш. 43°01′58″ в. д. |
| Машук             | 993       | 44°03′01″ с. ш. 43°05′18″ в. д. |
| Змейка            | 994       | 44°10′05″ с. ш. 43°05′39″ в. д. |
| Джуца 1-я (Юца)   | 973       | 43°58′12″ с. ш. 43°01′20″ в. д. |
| Джуца 2-я (Джуца) | 1190      | 43°55′28″ с. ш. 42°59′10″ в. д. |
| Бештау            | 1400      | 44°05′53″ с. ш. 43°01′20″ в. д. |